# Metachrostis dardouini
Metachrostis dardouini är en fjärilsart som beskrevs av Jean Baptiste Boisduval 1840. Metachrostis dardouini ingår i släktet Metachrostis och familjen nattflyn. Inga underarter finns listade i Catalogue of Life.